# 天主教波尔多总教区
天主教波尔多总教区（拉丁語：Archidioecesis Burdigalensis）是罗马天主教在法国西南部设立的一个总教区。此總教區以主教座堂驻地波尔多命名。范围相当于吉伦特省，而波尔多教省相当于阿基坦大区。 
於4世紀升為總教區。總教區於2006年時有1,089,457名教友（佔轄區總人口80.0%）、593個堂區和298名司鐸。現任總主教為若望-保祿·雅默斯，輔理主教為培特朗·拉孔貝和若望-瑪利亞·雷-弗爾，榮休總主教為若望-伯多祿·里卡爾樞機。